# Mainland (Shetland)
Mainland ist die Hauptinsel der Shetlandinseln in Schottland. Auf dieser Insel befindet sich die einzige Burgh (freie Stadt) der Shetlands: Lerwick. Mainland ist mit seinen Fährverbindungen und dem Flughafen in Sumburgh der Verkehrsknotenpunkt der Shetlands.
Die Insel ist etwa 76 × 28 km groß mit einer Fläche von 970 km²; sie erreicht eine Höhe von 449 Metern im Norden und 293 Metern im Süden und hatte bei der Volkszählung 2011 insgesamt 18.765 Einwohner, 2001 waren es nur 17.550 Einwohner. Damit weist die Insel ein überdurchschnittliches Bevölkerungswachstum auf.
Mainland wird allgemein in vier Teile unterteilt. Die langgestreckte südliche Halbinsel (südlich von Lerwick) besteht aus Moor- und Ackerland. Dort befinden sich viele wichtige archäologische Stätten. Das Zentrum der Insel besteht aus Ackerland und einigen Waldgebieten. Der Westen der Insel und der Norden der Inselmitte – besonders die Northmavine-Halbinsel – sind recht wild und bestehen aus Mooren und Küstenkliffs.

## Wirtschaft
Die Insel ist durch ihre Lage von großer Bedeutung bei der Versorgung Großbritanniens mit fossilen Energieträgern. Im Norden Mainlands liegt in der Sullom-Voe-Bucht das größte Öl-Terminal Europas. Das Terminal ist über eine Unterwasserpipeline mit Nordsee-Ölquellen verbunden. Die Pipeline wurde ursprünglich für Erdöl der Sorte Brent gebaut. Da Großbritannien seinen Höhepunkt der Erdölförderung jedoch bereits 1999 erreicht hat, wird inzwischen auch Öl aus anderen britischen und norwegischen Nordsee-Ölfeldern importiert. Der Export hingegen erfolgt komplett durch Tanker.
Die petrochemische Industrie und das Öl-Terminal sind der wichtigste private Arbeitgeber der Insel. Der Einzelhandel ist somit stark abhängig von den dort beschäftigten Personen.

## Sehenswürdigkeiten
Die Insel ist reich an vorgeschichtlichen Zeugnissen: Stanydale Temple, Duns und Promontory Forts, vor allem aber Brochs, unter denen der Broch von Mousa, Clickhimin und der Jarlshof herausragen. Nahe der Steatitbrüche von Cunningsburgh finden sich Oghamsteine, Runensteine und ein Piktischer Symbolstein.

## Verwaltungsgliederung
Siedlungen auf Mainland sind:
- Aith
- Brae
- Bridge of Walls
- Levenwick
- Scalloway
- Vidlin
- Walls
- Sumburgh

Die Siedlung Brae wurde erst in den 1970er Jahren in direkter Nähe des Öl-Terminals für die jeweiligen Arbeitskräfte errichtet. Die Siedlung Vidlin ist aus demselben Grund bei den Öl-Arbeitern sehr beliebt geworden.